# レノア (ノースカロライナ州)
レノア（英: Lenoir、発音: la-NORE）は、アメリカ合衆国ノースカロライナ州の西部コールドウェル郡の都市であり、同郡の郡庁所在地でもある。2010年国勢調査での人口は18,228 人だった。ブルーリッジ山脈の麓に位置している。北東にはブルーリッジ山脈の支脈であるブラッシー山地がある。市域のすぐ東にあるハイブリテン山がブラッシー山地の西端になっている。
レノアは地元ではユニフォーと呼ばれるヒッコリー・レノア・モーガントン大都市圏の主要都市の1つである。

## 歴史
レノアの市名は、アメリカ独立戦争時の将軍で、ノースカロライナ州初期の政治家であり、現在のレノアの北に入植したウィリアム・レノアにちなんで名付けられた。その引退後の家はフォート・デファイアンスであり、観光地になっている。なお、同じノースカロライナ州にあるレノア郡もウィリアム・レノアにちなんで名付けられたものだが、この郡は州内でも東部にあり、レノア市とは直接の関係が無い。

### アメリカ合衆国国家歴史登録財
市内のアメリカ合衆国国家歴史登録財としては、次のものがある。フォート・デファイアンス、コールドウェル郡庁舎、レノア中心街歴史地区、レノア・グラマースクール、レノア高校、メアリーズグローブ（邸宅）、エドガー・アラン・ポー邸である。

### 表彰
レノア市は2008年の全米都市賞を受賞した都市の１つになった。

## 経済
ブロイヒル家具会社は国内最大級の家具会社であり、ヘリテージ・ホーム・グループ（KPSキャピタル・パートナーズ）に属している。近年レノアにあった本社を閉鎖した。家具産業はレノア市最大の雇用主だった。バーンハート、キンケイド、フェアフィールドの各家具会社もレノア市とその周辺にある。しかし1980年代、これらの会社は消費者の動向を反映してそのビジネスモデルを変え、レノアにあった家具工場の幾つかを閉鎖した。近年、地域の家具製造施設が統合され（トマスビル、テイラーズビル、ノースウィルクスボロなど）、レノア周辺の産業の中でそこそこの地位を得てきた。現在では医療と教育産業が地域最大の雇用主である。

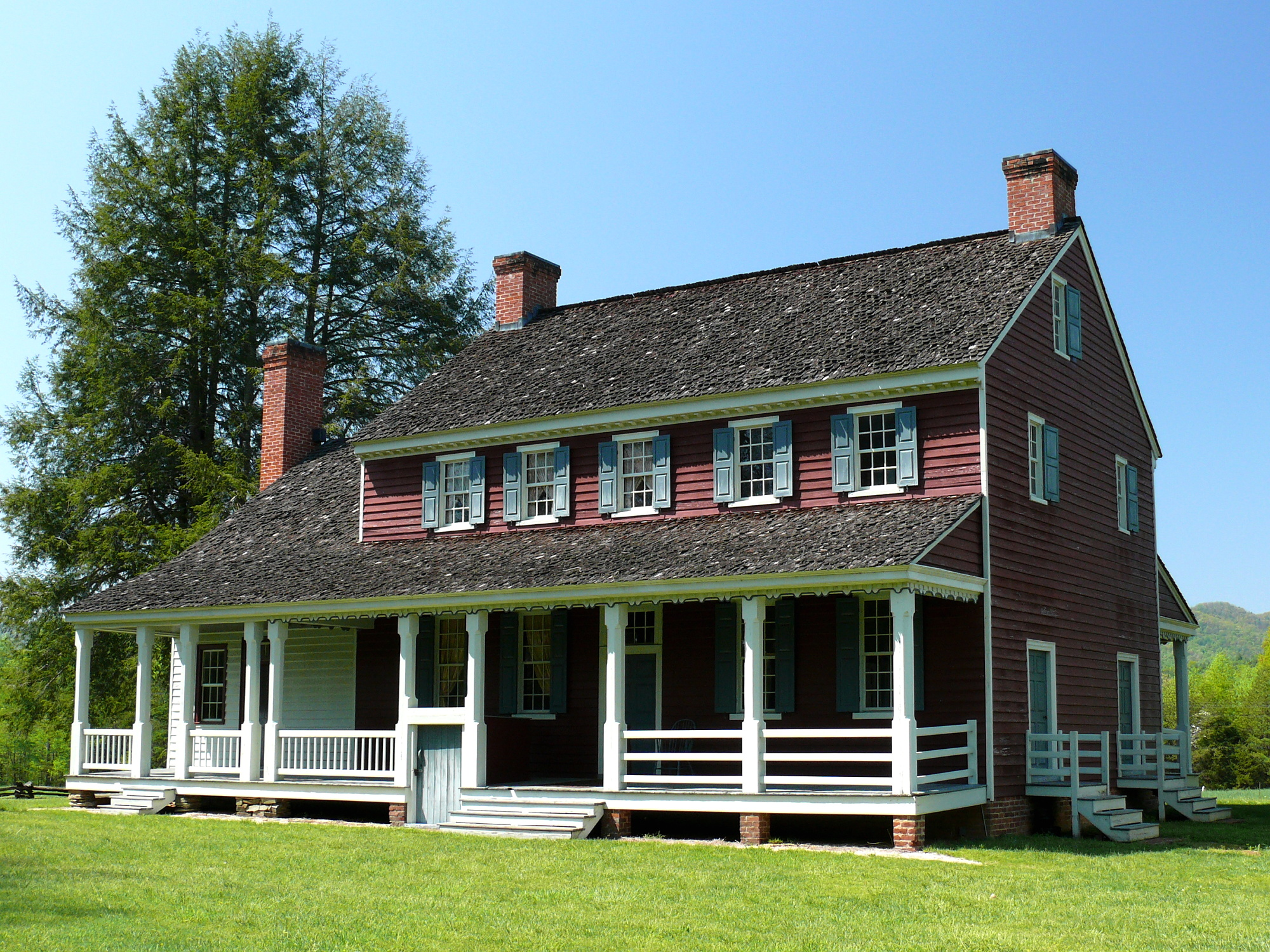
フォート・デファイアンス、ウィリアム・レノアの家

Google, Inc.がレノアにサーバー・ファーム、すなわち「データ・センター」を持っている。レノア市、コールドウェル郡、ノースカロライナ州が2007年にグーグルのサーバー・ファーム建設を誘致するために与えた経済開発優遇策の性格、量、潜在的利益について議論があった。この投資のあまり祝されない恩恵は、建設時の雇用と費用、中心街の外にあった短時間のサーバー・ファーム投資、ダセンテック、さらにグーグルによる地元の慈善と教育に関する動きだった。
大都市圏の造園業者に根回しした大型の苗木を運ぶ苗木卸売り業が、過去75年間というもの地域の強力な雇用源となってきた。ロジャー・コフィ・アンド・サンズ・ナースリーといった会社が最近3ね名kンで販売額を増やしている。バレービュー・ナースリーは第3世代苗木業であり、東海岸や中西部北部の高級住宅に直接運ばれる高品質の樹木や灌木の伝統を引き継いでいる。地元苗木業者は人口の約2%を雇用している。

## 地理

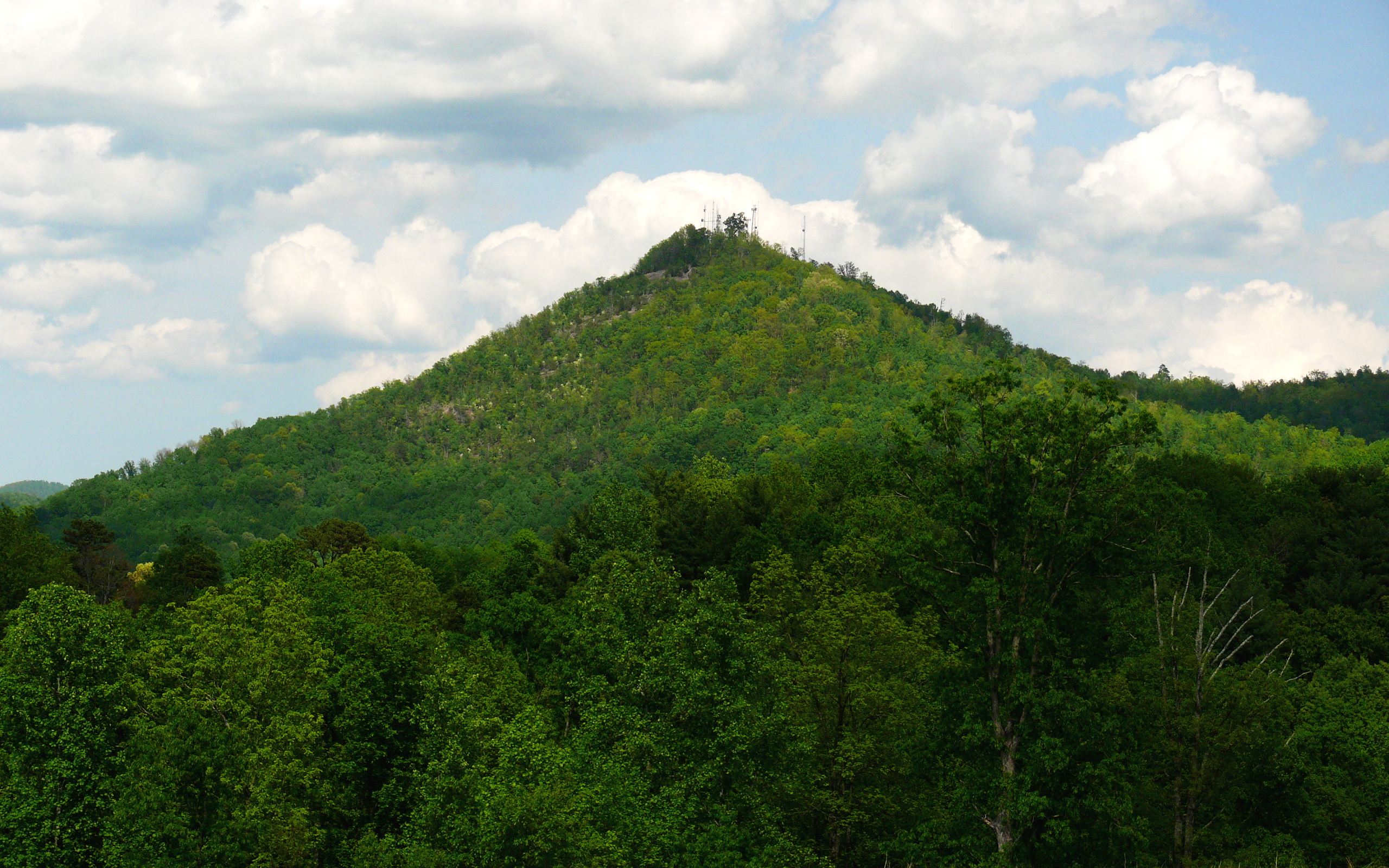
ハイブリテン山

レノアはコールドウェル郡中心の南東にあり、座標では北緯35度54分30秒 西経81度31分48秒 / 北緯35.90833度 西経81.53000度 (35.908438, -81.530012)に位置している。レノアの南はハドソン町とカジャズマウンテン町、南西はゲイムウェル町と接している。
レノアはアメリカ国道64号線と同321号線の交差点にある。国道64号線で東に42マイル (68 km) でステイツビル市に、南西は15マイル (24 km) でモーガントン市に通じている。国道321号線では、北に27マイル (43 km) でブーン町に、南西に17マイル (27 km) でヒッコリー市に至る。
アメリカ合衆国国勢調査局に拠れば、市域全面積は19.7平方マイル (50.9 km2)であり、全て陸地である。ローワー・クリークの流域にあり、東はブラッシー山地、西はブルーリッジ山脈にはさまれている。ローワー・クリークは南西のカトーバ川バレーに流れている。

## 人口動態
以下は2000年国勢調査による人口統計データである。
| 基礎データ - 人口: 16,793 人 - 世帯数: 6,913 世帯 - 家族数: 4,569 家族 - 人口密度: 391.3人/km2（1,013.7 人/mi2） - 住居数: 7,461 軒 - 住居密度: 173.9軒/km2（450.4 軒/mi2） 人種別人口構成 - 白人: 80.88% - アフリカン・アメリカン: 14.71% - ネイティブ・アメリカン: 0.23% - アジア人: 0.67% - 太平洋諸島系: 0.11% - その他の人種: 2.27% - 混血: 1.13% - ヒスパニック・ラテン系: 4.25% 年齢別人口構成 - 18歳未満: 22.9% - 18-24歳: 8.1% - 25-44歳: 27.5% - 45-64歳: 23.3% - 65歳以上: 18.3% - 年齢の中央値: 39歳 - 性比（女性100人あたり男性の人口） - 総人口: 91.1 - 18歳以上: 88.2 | 世帯と家族（対世帯数） - 18歳未満の子供がいる: 27.4% - 結婚・同居している夫婦: 47.0% - 未婚・離婚・死別女性が世帯主: 14.8% - 非家族世帯: 33.98% - 単身世帯: 29.7% - 65歳以上の老人1人暮らし: 13.1% - 平均構成人数 - 世帯: 2.34人 - 家族: 2.87人 収入と家計 - 収入の中央値 - 世帯: 29,369米ドル - 家族: 37,280米ドル - 性別 - 男性: 26,122米ドル - 女性: 21,895米ドル - 人口1人あたり収入: 16,697米ドル - 貧困線以下 - 対人口: 14.3% - 対家族数: 10.4% - 18歳未満: 20.4% - 65歳以上: 12.7% |

## 教育
- ハイブリテン高校: レノア市内にある 3-A 学校
- ウェスト・コールドウェル高校: レノアとゲイムウェルの市境にある 2-A 学校
- サウス・コールドウェル高校
- コールドウェル・アーリーカレッジ高校: 2014年の全米ブルーリボン学校[18]、ノースカロライナ・ニュースクールズとの共同で設立された[19]
- コールドウェル職業訓練ミドルカレッジ

## スポーツクラブ/チーム
- レノア・ユースサッカー協会 /レノアフォース (LYSA フォース)、レノアにある移動サッカーチーム[20]
- コールドウェル郡ユースフットボール・リーグ[21]
- ポスト 29 ユース野球
- カロライナ・イクスプレス・バスケットボール

## レクリエーション
18ホールのレノア・ゴルフクラブはギョウギシバが使われる6,385ヤード (5,838 m) のコースであり、コースレイティングは71.3、スロープレイティングは125である。1928年に9ホールでオープンされ、1945年にゴルファーのドナルド・ロスが設計しなおし、1961年に18ホールに拡大された。

## メディア
- WKVS 103.3MHz FMラジオ、 カントリーミュージック
- WJRI 1340kHz AMラジオ、ニューズトーク
- WKGX 1080kHz AMラジオ、クラシック・ヒット
- W218BW  91.5MHz FMラジオ、東テネシー州立大学のラジオ局 WETS の中継局
- 「ニューズ・トピック」、レノア市とコールドウェル郡の日刊紙[23]

「プレスビテリアン・レイマン」は長老派教会とは独立したプレスビテリアン・レイ・コミッティの出版物であり、レノア市で発行されている。

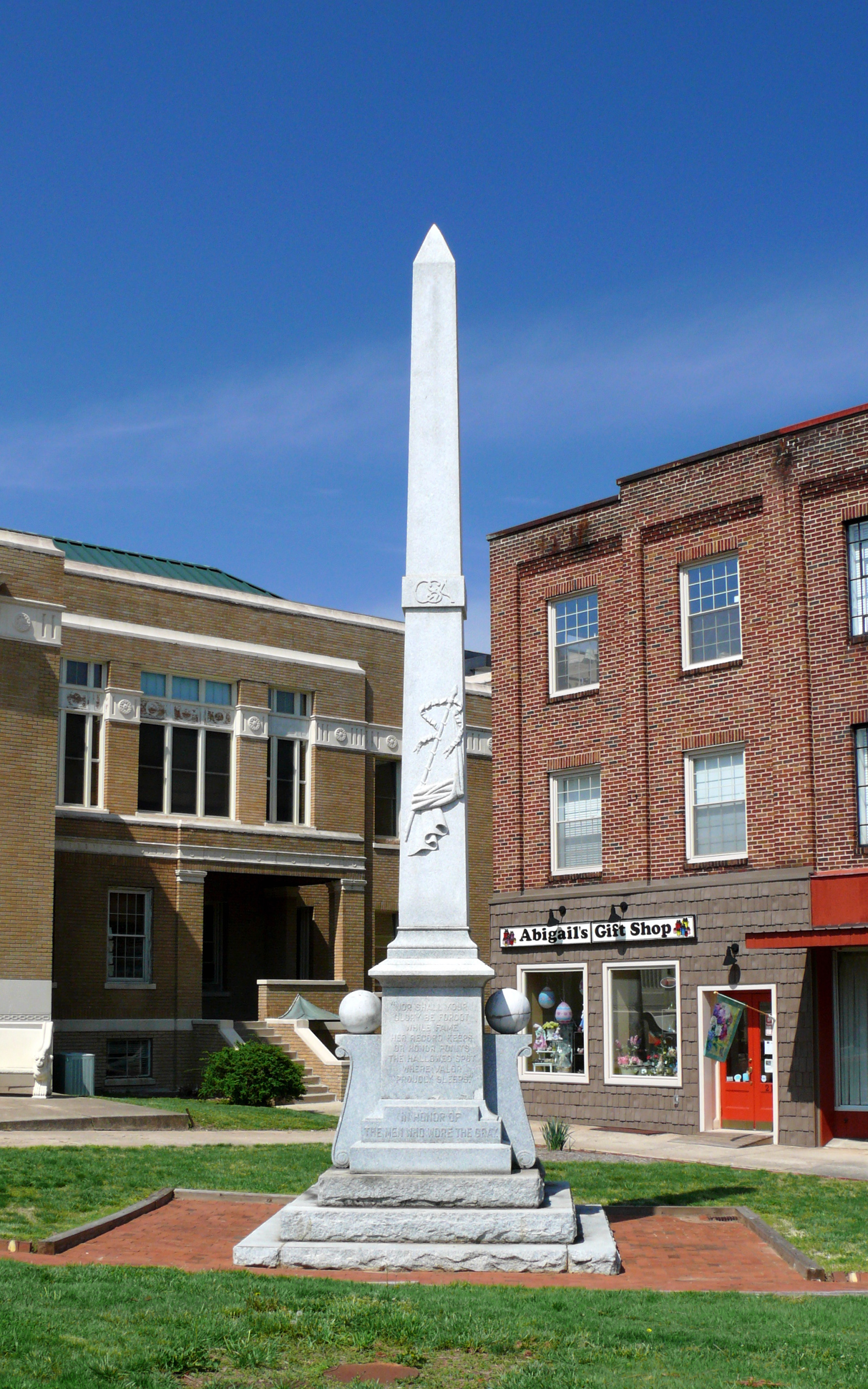
レノアのタウンスクエアにある南軍記念碑

## 高規格道路
- アメリカ国道64号線
- アメリカ国道321号線（ヒッコリー大通り）
- アメリカ国道321号線産業道路（ノーウッド通り）
- ノースカロライナ州道18号線（ウィルクスボロ大通り/モーガントン大通り）

ノースカロライナ州道18号線はウィルクスボロ大通りとして市内に入り、市内中心部はアメリカ国道64号線と合流する。国道321号線（ヒッコリー大通り）と交差し、左に折れてモーガントン大通りとなり、国道321号線産業道路（ノーウッド通り）と交差し、中心街を抜ける。

## 著名な出身者
- キャリー・マリス、生化学者、1993年にノーベル化学賞
- ハッサン・ホワイトサイド、NBAバスケットボール選手、マイアミ・ヒート、パターソン学校卒
- ジョニー・アレン（1904年-1959年）、メジャーリーグベースボール選手、ニューヨーク・ヤンキース他
- マディソン・バンガーナー（1989年- ）、メジャーリーグベースボール選手、サンフランシスコ・ジャイアンツ